# Filip Zöllner
Filip Zöllner (11. dubna 1783 Hainburg an der Donau – 15. února 1863 Plzeň) byl německý divadelní herec, režisér, podnikatel a divadelní ředitel, významná postava rozvoje českého divadla a divadla v Čechách obecně. Roku 1851 založil a vedl Hereckou společnost Filipa Zöllnera, kde od roku 1853 v pozici režiséra a dramatika působil Josef Kajetán Tyl. Zöllnerův soubor se tak pod Tylovým uměleckým vedením stal jedním z prvních profesionálních souborů, které začaly uvádět divadelní představení v češtině. Po jeho smrti převzala vedení skupiny vdova Eliška Zöllnerová.

## Život

### Hercem
Narodil se v Hainburgu na Dunaji na hranici Habsburské monarchie a Bavorska, v původem saské rodině kočovných divadelníků (někdy bývá nesprávně uváděno datum a místo narození jako 1. září 1782 v Budapešti). Soubor v Hainburgu tou dobou nejspíš pobýval a hrál. Jeho otec Johann Friedrich Zöllner (1745–1835) pocházel z Drážďan, byl vedoucím a režisérem ansámblu. Vyrůstal v divadelním prostředí a již v dětském věku začal v rodinné společnosti také sám účinkovat. Postupně se ustálil v rolích charakterních komiků. Se souborem vystupoval v divadlech na území Německa, především ale v Rakouském císařství: ve Vídni, Budapešti, Prešporku, Košicích či Lvově. Po smrti otce roku 1835 převzal s bratrem Bedřichem (Friedrichem) vedení divadelní společnosti.

### Česky hrající společnost

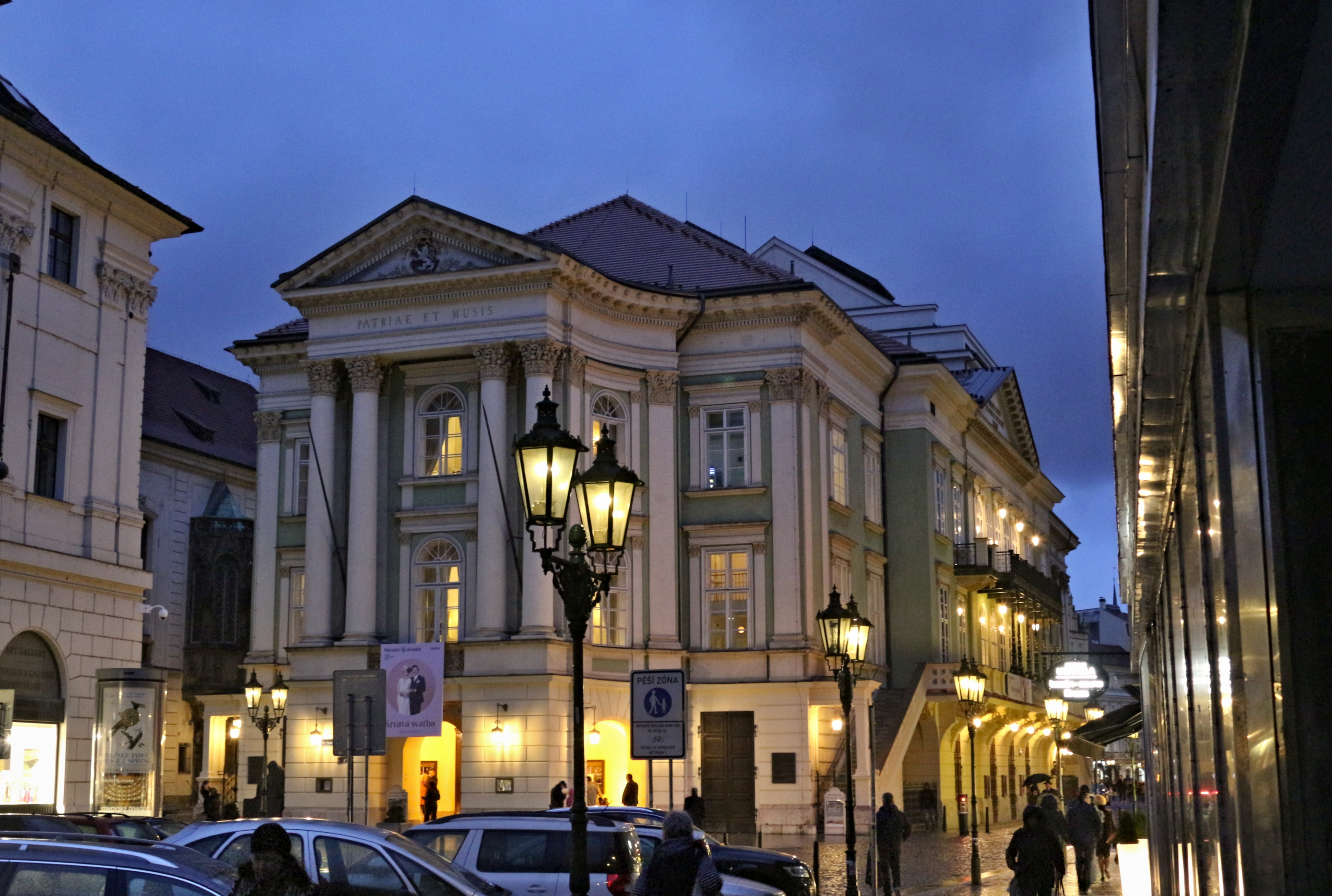
Stavovské divadlo, kde Zollner také režijně působil

Roku 1851 vzniká Herecká společnost Filipa Zöllnera působící především na území Čech a Moravy. Roku 1853 Bedřich Zöllner předčasně umírá, Filip Zöllner tak přijal místo režiséra ve Stavovském divadle v Praze. Zde byl osloven dramatikem Josefem Kajetánem Tylem a Josefem Štanderou s žádostí o angažmá pro jejich česky hrající divadelní společnost. Zöllner společnost zaštítil, Tyl vykonával funkci uměleckého vedoucího, Štandera zajišťoval technické a finanční vedení souboru. Členy hereckého souboru byli kromě Zöllnera, Tyla a Štandery (v epizodních rolích) například Magdalena Forchheimová, František Krumlovský, Anna Forchheimová-Rajská , E. Rott, Josef Karel Chramosta, Josef Emil Kramuele, Antonín Mušek, František Josef Čížek, František Pokorný, později V. Svoboda, jako velmi mladý v zde působil též F. F. Šamberk, pozdější úspěšný dramatik.
Roku 1853 nechal Zöllner ve spolupráci se Štanderou vystavět mohutnou dřevěnou divadelní arénu na Střelnici v Hradci Králové pro několik set diváků. Dramaturgie reperoáru byla orientována primárně na početné česky mluvící publikum ve městě. Společnost zde odehrála řadu repríz inscenací dramat od dramaturga společnosti Tyla, dále Václava Klimenta Klicpery, Jana Nepomuka Štěpánka, F. B. Mikovce, Rodericha Benedixe, ale též například Friedricha Schillera. Soubor začal jako jeden z prvních nabízet profesionální představení v češtině a slavil velké komerční úspěchy. Výjimečně hrál představení také v němčině. Vyjížděl na až dvouměsíční turné, především ve východních, středních a jižních Čechách. V letech 1853 až 1856 hostoval postupně v Hradci Králové, Kutné Hoře, Mladé Boleslavi, Pardubicích, Čáslavi, Jičíně, Turnově, Hořicích, Chrudimi, Litomyšli, Mnichově Hradišti, Německém Brodě, Jindřichově Hradci, Českých Budějovicích, Třeboni, Vodňanech, Strakonicích, Příbrami a v Měšťanském divadle v Plzni.

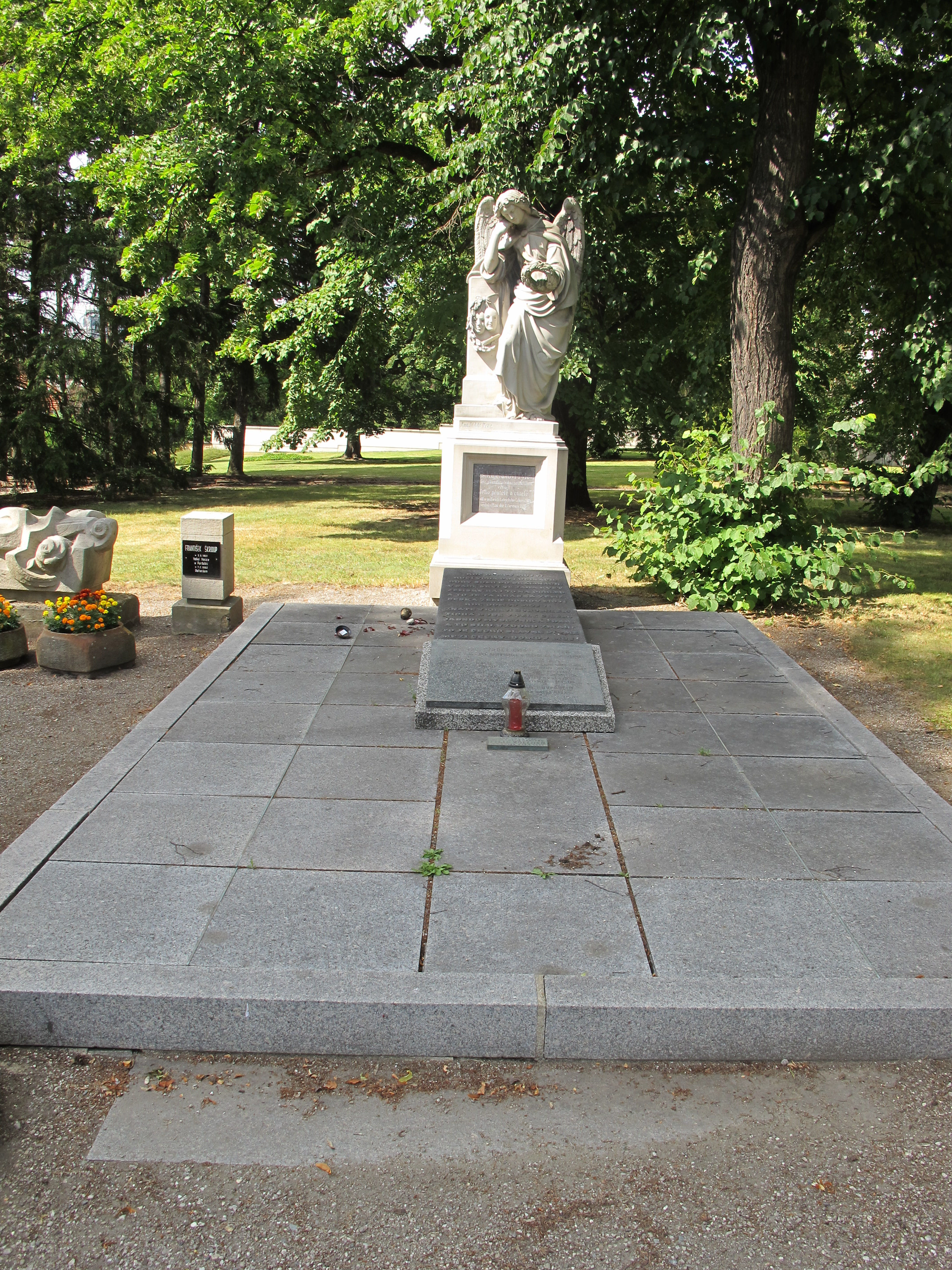
Hrob J. K. Tyla na bývalém Mikulášském hřbitově v Plzni, v popředí zřetelná malá pamětní deska Filipa Zöllnera

Během plzeňského hostování zde zemřel 11. července 1856 Josef Kajetán Tyl, klíčový člen souboru. Zöllner se ujal uměleckého a režijního vedení souboru osobně, ale především z důvodu nedostatečné znalosti češtiny byl za výsledky své práce kritizován. Koncem 50. let odešel po osobních sporech ze společnosti Josef Štandera, část herců se přidala k souboru Josefa Jana Stránského-Šemerera. Roku 1860 působila společnost v hostinci V Eggenberku na Smíchově, roku 1861 hrála po dobu tří měsíců v Plzni. Zde se Zöllner oženil s o jedenačtyřicet let mladší Eliškou (Erszébet) Cinege, tanečnicí souboru a jeho dlouholetou družkou. Spolu se seznámili v době, kdy byl Zöllnerův otec režisérem v divadle v Budapešti, kde byla Cinege členkou tanečního souboru. Koncem roku 1862 působila společnost opět v Plzni, kde vyplňovala prostor pro česká představení střídaná německými v místním Měšťanském divadle.

### Úmrtí
Filip Zöllner zemřel 15. února 1863 v Plzni. Pohřben byl v hrobě na plzeňském Mikulášském hřbitově, vedle hrobu Josefa Kajetána Tyla. V 60. letech 20. století proběhla asanace a přeměna hřbitova v park a původní náhrobek byl nahrazen pamětní destičkou na památníku jeho a J. K. Tyla (je na ní chybně uvedeno Zöllnerovo datum narození).
Po jeho smrti převzala vedení divadelní společnosti vdova Eliška, která s pomocí svých dětí soubor řídila až do své smrti roku 1911.

### Rodinný život
Filip Zöllner byl ženatý s Josefou Zöllnerovou, která zemřela roku 1861 ve Vídni. Jeho dlouhodobou partnerkou pak byla Eliška (Erszébet) Cinege (1822–1911), se kterou zplodil nemanželské děti Filipa (1853–1918) a Františka (1858–1940), kteří byli legitimizováni jejich sňatkem v roce 1861. Syn Karel (1863–1926) se narodil až po otcově smrti jako pohrobek. Synové Filip a František se nadále věnovali profesionálnímu divadlu.